# Wostok
Wostok est un hameau (hamlet) du Comté de Lamont, situé dans la province canadienne d'Alberta.